# Rei Cheng de Zhou
El Rei Cheng de Zhou (xinès: 周成王 zhōu chéng wáng) o Rei Ch'eng de Chou fou el segon sobirà de la Dinastia Zhou de la història xinesa. Les dates del seu regnat són del 1042 al 1021 aEC o 1042/35-1006 aEC.
El Rei Cheng era jove quan va ascendir al tron. El seu oncle, l'arxiduc Zhougong (dit de Duc de Zhou), tement que les forces Shang podrien revoltar-se front un possible govern feble del nou sobirà, va esdevenir regent i supervisà els assumptes de govern durant diversos anys. Zhougong establí la capital de l'est a Luoyang, i després va derrotar una revolta dirigida pels altres oncles del rei Cheng: Cai Shu, Guan Shu i Huo Shu. El rei Cheng més tard va estabilitzar la frontera de la Dinastia Zhou en derrotar juntament amb el Duc Zhougong a diverses tribus bàrbares.

## Informació personal
| Nom familiar                  | Ji: xinès tradicional: 姬, xinès simplificat: 姬, pinyin: Jī              |
| Nom atorgat                   | Song: xinès tradicional: 誦, xinès simplificat: 诵, pinyin: Sòng          |
| Nom d'era                     | Cap                                                                       |
| Pare                          | Rei Wu de Zhou (fill major)                                               |
| Mare                          | Yi Jiang, filla de Jiang Taigong                                          |
| Esposa                        | Desconeguda                                                               |
| Fills                         | Rei Kang de Zhou                                                          |
| Duració aproximada del regnat | 1042-1021 aEC                                                             |
| Tomba                         | Desconeguda                                                               |
| Nom de temple                 | Desconegut                                                                |
| Nom de cortesia               | Desconegut                                                                |
| Nom a títol pòstum            | Cheng 成 (pinyin chéng), significant literalment: "establert" o "reeixit" |